# Picrocuma crudgingtoni
Picrocuma crudgingtoni is een zeekommasoort uit de familie van de Bodotriidae. De wetenschappelijke naam van de soort is voor het eerst geldig gepubliceerd in 1996 door Tafe & Greenwood.